# Scotorepens orion
Scotorepens orion és una espècie de ratpenat de la família dels vespertiliònids. Viu a Austràlia (New South Wales, Victoria). El seu hàbitat natural són boscos o selva tropical humida d'alçada, però també ha estat capturat en àrees de bosc obert. S'han registrat dormidors en arbres buits i teulades. Les femelles donen a llum una sola cria. L'amenaça significativa per a la supervivència d'aquesta espècie és la pèrdua d'hàbitat a causa del desenvolupament urbà i l'explotació forestal, inclosa l'eliminació selectiva d'arbres grans.